# ملبا مونتگومری
ملبا جویس مونتگومری (۱۴ اکتبر ۱۹۳۸ – ۱۵ ژانویهٔ ۲۰۲۵) خواننده و ترانه‌سرا اهل ایالات متحده آمریکا بود. او به خاطر یک سری دونوازی ضبط شده با جرج جونز، جین پیتنی و چارلی لووین شناخته می‌شد.

## زندگی
ملبا جویس مونتگومری در آیرن سیتی، تنسی، ایالات متحده به دنیا آمد. او در فلورانس، آلاباما بزرگ شد.
او برای چندین سال به عنوان بخشی از گروه خود در کشور تور کرد تا اینکه در سال ۱۹۶۳ با یونایتد آرتیستس رکوردز قرارداد امضا کرد.
مونتگومری در ۱۵ ژانویهٔ ۲۰۲۵، در سن ۸۶ سالگی درگذشت.